# Euronet Worldwide

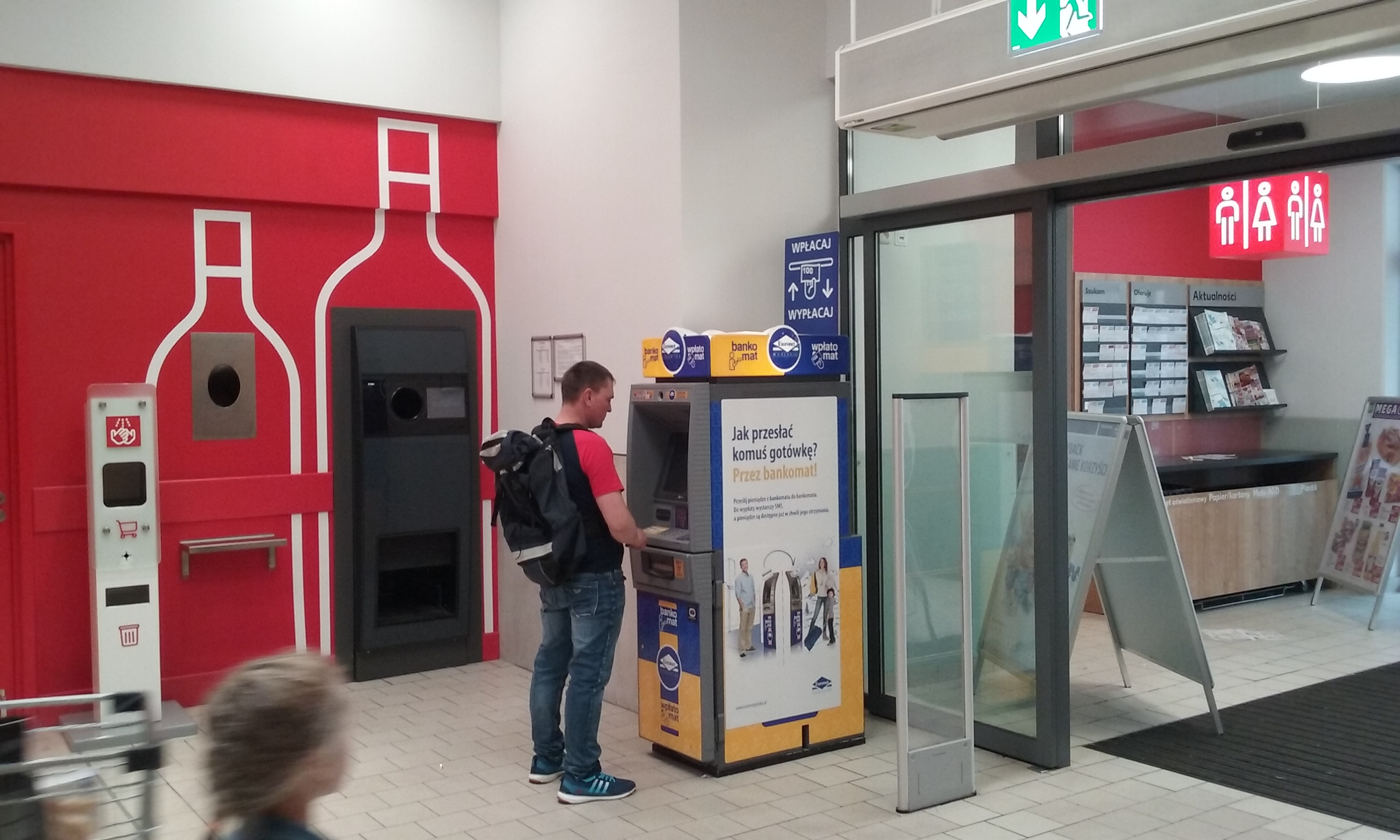
Bankomat i wpłatomat Euronet w pasażu handlowym w Tomaszowie Mazowieckim

Euronet Worldwide, Inc. – międzynarodowe przedsiębiorstwo zajmujące się przetwarzaniem elektronicznych transakcji pieniężnych dla instytucji bankowych, handlowych i operatorów telefonii komórkowej (doładowań prepaid), posiadające największą w Europie sieć bankomatów.
Przedsiębiorstwo powstało w 1994 roku w Budapeszcie, na Węgrzech jako Bank Access 24. W roku 1996 zmieniło nazwę na Euronet Services Inc., a od roku 2000 do dziś działa jako Euronet Worldwide. Obecnie siedziba znajduje się w Leawood, w Stanach Zjednoczonych.
Euronet działa w 18, a klientów posiada w 65 krajach. Wśród nich jest 52 tys. punktów handlowych, 200 instytucji finansowych i 48 operatorów telefonii komórkowej. Rocznie przetwarza 516 mln transakcji i wykonuje ponad 564 mln doładowań telefonii komórkowej.
W Polsce Euronet działa od 1995 roku. Na koniec 2018 roku zarządzał siecią blisko 8000 urządzeń: bankomatów i wpłato-bankomatów. Według danych na koniec III kwartału 2019, Euronet w Polsce zarządzał siecią 7350 bankomatów, z czego 2980 urządzeń umożliwiało również wpłatę gotówki. Euronet Polska sp. z o.o. współpracuje m.in. z wiodącymi polskimi bankami, operatorami telefonii komórkowej oraz VoIP, a także placówkami handlowymi i sieciami stacji benzynowych. Od lipca 2015 wszystkie bankomaty i wpłato-bankomaty Euronet umożliwiają wypłaty gotówki BLIKIEM. Klienci banku GETIN oraz Pekao SA mogą również wpłacać gotówkę za pomocą BLIKA we wpłato-bankomatach Euronet.
Na koniec 2016 roku Euronet wdrożył jako pierwszy w branży technologię zbliżeniową NFC w bankomatach, zgodną ze specyfikacją międzynarodowych organizacji kartowych, która umożliwia wypłatę zbliżeniową, bez konieczności umieszczania karty bankomacie. 
Wszystkie bankomaty i wpłato-bankomaty Euronet w Polsce umożliwiają wpłatę darowizny na konto jednej z organizacji charytatywnych: Fundacji Wielkiej Orkiestry Świątecznej Pomocy, WWF Polska, Polskiej Akcji Humanitarnej, Polskiego Czerwonego Krzyża, Fundacji Dzieciom „Zdążyć z Pomocą", Fundacji Polki Mogą Wszystko oraz Fundacji Międzynarodowy Ruch na Rzecz Zwierząt Viva. 
Wszystkie bankomaty i wpłato-bankomaty Euronet w Polsce oprócz wypłaty i wpłaty gotówki umożliwiają również nadanie i odbiór przekazu bankomatowego, doładowanie GSM oraz zakup kodów cyfrowych do takich serwisów, jak: Netflix, Spotify Premium, Xbox oraz Google Play.
W połowie czerwca 2019 roku Euronet we współpracy z Ria Money Transfer (należy do grupy kapitałowej Euronet Worldwide) uruchomił usługę przekazów pieniężnych na cały świat, kierowaną głównie do obywateli Ukrainy, mieszkających i pracujących w Polsce. Usługa działa w oparciu o wykorzystanie aplikacji mobilnej myRia udostępnionej przez Ria Money Transfer. Po zainstalowaniu aplikacji na smartfonie oraz po dokonaniu rejestracji można zlecić przekaz pieniężny na Ukrainę. Przekaz następnie należy opłacić, korzystając z karty płatniczej w ponad 7.300 urządzeń Euronet w Polsce lub w oparciu o gotówkę w prawie 3.000 wpłato-bankomatach w Polsce bez konieczności posiadania rachunku bankowego. Wszelkie formalności załatwia się za pośrednictwem aplikacji myRia, a przekazane środki można odebrać w 20 000 punktów partnerskich Ria Money Transfer na Ukrainie.